# Исчезнувшие сёла (Черноморский район)

## Сёла, исчезнувшие до 1926 года
Наиболее ранний доступный перечень поселений на территории современного района — Ведомости о всех селениях… Евпаторийского уезда 1806 года. В последующем деревни фиксировались на военно-топографических картах 1817, 1842 и 1865—1876 годов, в «Ведомости о казённых волостях Таврической губернии 1829 год», а также в Памятных книжках (по результатам ревизий) 1864, 1889, 1892, 1900, 1915 годов и в материалах всесоюзной переписи 1926 года. Отдельно стоит «Памятная книжка Таврической губернии за 1867 год» в которой перечислены только полностью опустевшие деревни, покинутые жителями в результате массовой эмиграции крымских татар 1860—1866 годов (после Крымской войны 1853—1856 г.), либо опустевшие и вновь заселённые деревни — таких на территории нынешнего Черноморского района было большинство.
| Сёла, исчезнувшие до 1926 года | Сёла, исчезнувшие до 1926 года  | Сёла, исчезнувшие до 1926 года | Сёла, исчезнувшие до 1926 года | Сёла, исчезнувшие до 1926 года |
| Село                           | Координаты                      | Местоположение (сельсовет)     | Годы упразднения               |                                |
| ------------------------------ | ------------------------------- | ------------------------------ | ------------------------------ | ------------------------------ |
| Алдермен                       | 45°28′05″ с. ш. 33°08′10″ в. д. | —                              | с 1915 по 1926 год             |                                |
| Арабаджи                       | 45°25′30″ с. ш. 32°42′00″ в. д. |                                | с 1842 по 1865 год             |                                |
| Джалаир                        | 45°32′15″ с. ш. 33°18′40″ в. д. | —                              | с 1892 по 1900 год             |                                |
| Джанке                         | 45°30′15″ с. ш. 33°05′00″ в. д. | —                              | с 1915 по 1926 год             |                                |
| Тав-Бузлар                     | 45°32′10″ с. ш. 33°18′00″ в. д. | —                              | с 1892 по 1926 год             |                                |
| Чокур                          | 45°28′21″ с. ш. 33°44′27″ в. д. | —                              | с 1817 по 1842 год             |                                |
| Шейхлар                        | 45°30′ с. ш. 32°42′ в. д.       | —                              |                                |                                |
| Ястребовка                     | 45°22′35″ с. ш. 32°48′20″ в. д. | —                              |                                |                                |

### Малоупоминаемые селения
Перечисленные ниже сёла встречаются лишь в одном-двух исторических документах и сведений о них не достаточно для создания полноценной статьи. Некоторые из них просуществовали незначительное время и практачески не упоминались в доступных источниках, другая категория «малоизвестных» сёл — исконные, покинутые жителями вскоре после присоединения Крыма к России в результате эмиграции в Турцию и впоследствии не возродившиеся.
- Агаш[3] 45°23′30″ с. ш. 32°35′05″ в. д.HGЯO — встречается на картах 1817 года[4], как пустующий Кирк агаш, 1842 года[5], как развалины Кыр-Агыш и на полукилометровке 1941 года, как развалины Агаш.
- Ак-Чонрав — 45°29′55″ с. ш. 32°57′15″ в. д.HGЯO встречается на карте 1817 года, как пустующий[4], в «…Памятной книжке Таврической губернии на 1892 год», согласно которой о деревне Ак-Чоправ, входившей в Киркулачский участок Курман-Аджинской волости, никаких сведений, кроме названия, не приведено. По «…Памятной книжке Таврической губернии на 1900 год» на хуторе Акчонрав числилось 4 жителя в 1 дворе.
- Атайчик 45°37′05″ с. ш. 32°56′10″ в. д.HGЯO — встречается только на карте 1817 года, как пустующий[4].
- Бахты-Берды 45°23′18″ с. ш. 32°59′30″ в. д.HGЯO — располагалась у южной окраины современного села Медведево, встречается в Камеральном Описании Крыма…, как Бахтыверди входил в Тарханского кадылыка Козловскаго каймаканства[6], на карте 1836 года, на которой в деревне 3 двора[7] и на карте 1842 года, где обозначен условным знаком «малая деревня», то есть, менее 5 дворов[8].
- Башмак 45°23′41″ с. ш. 32°45′03″ в. д.HGЯO — встречается только на карте 1842 года[5] как развалины.
- Бесит 45°28′12″ с. ш. 32°43′40″ в. д.HGЯO — встречается на карте 1836[7] и 1842 года[5], как развалины.
- Владимировка — встречается только в Ведомости о волостях и селениях, в Евпаторийском уезде с показанием числа дворов и душ… от 19 апреля 1806 года, согласно которой в деревне в составе Яшпетской волости Евпаторийского уезда дворов не было и числилось 2 жителя российских помещичьих крестьян.
- Карлав казённый — встречается только в Статистическом справочнике… 1915 года как деревня Кунанской волости Евпаторийского уезда в 25 дворов с русским населением в количестве 83 человека приписных жителей и 72 — «посторонних»[9].
- Кенькшенское сельское общество — встречается только в Статистическом справочнике… 1915 года как деревня Кунанской волости Евпаторийского уезда в 39 дворов с русским населением в количестве 219 человек приписных жителей и 7 — «посторонних»[9].
- Кольбаш 45°31′45″ с. ш. 32°45′32″ в. д.HGЯO — встречается на картах 1842[5] и 1865—1876 года[10], как развалины.
- Кубаран 45°35′30″ с. ш. 32°58′45″ в. д.HGЯO — встречается на картах 1817 года, как пустующая[4], 1842[5] и 1865—1876 года, как развалины и в «…Памятной книжке Таврической губернии на 1900 год», как разорённая и жителей не числилось.
- Кучук-Тарпанчи 45°21′36″ с. ш. 32°44′20″ в. д.HGЯO — на карте 1817 года как пустующая деревня Кучук-Торпанчи'[4]', на карте 1836[7] 1842 года как малая (менее 5 дворов) деревня Кучук-Тарпанчи[5]. По расположению приблизительно совпадает с возникшим позже и затем также исчезнувшим посёлком Ак-Сарай.
- Кыбла-Курама 45°32′25″ с. ш. 32°57′00″ в. д.HGЯO — встречается только на картах 1842[5] и 1865—1876 года[10], как развалины
- Кытай 45°39′05″ с. ш. 32°59′47″ в. д.HGЯO — встречается только на карте 1817 года, как пустующий Кутай[4].
- Сая 45°30′50″ с. ш. 32°48′12″ в. д.HGЯO — встречается на картах 1817 года, как пустующая[4], 1842[5] и 1865—1876 года[10], как развалины.
- Сырт-Курама 45°33′30″ с. ш. 32°57′02″ в. д.HGЯO — встречается на картах 1842[5] и 1865—1876 года[10], как развалины.
- Такыл 45°29′44″ с. ш. 32°42′33″ в. д.HGЯO — примыкал с юга к Ак-Мечети. На карте 1836 года в деревне 6 дворов[11], а на карте 1842 года Таклыл обозначен условным знаком «малая деревня», то есть, менее 5 дворов[5], на карте 1865—1876 года Такыл — с 6 дворами[10].
- Тарханкут — по «…Памятной книжке Таврической губернии на 1900 год» в деревне (с рыбным заводом) числился 101 житель в 15 дворах.
- Темеш располагался немного севернее села Красноярское, встречается только на карте 1836 года, как развалины[7].
- Ток-Авул 45°23′37″ с. ш. 33°03′38″ в. д.HGЯO — встречается только на карте 1817 года, как пустующий Таговул.
- Чукур 45°22′23″ с. ш. 32°31′50″ в. д.HGЯO — встречается на карте 1817 года, как пустующая[4]. На сегодняшний день территория, которую занимал Чукур, застроена домами разросшейся Оленевки.
- Шаман — встречается в Ведомости о волостях и селениях, в Евпаторийском уезде с показанием числа дворов и душ… от 19 апреля 1806 года, согласно которой в деревне Яшпетской волости Евпаторийского уезда числилось 10 дворов и 83 жителя крымских татар.
- Шар-Шейх 45°25′18″ с. ш. 33°06′06″ в. д.HGЯO — обозначен на карте 1817 года как пустующий Шаршик[4], затем встречается спустя почти столетие в Статистическом справочнике… 1915 года как деревня Шаршаих Кунанской волости Евпаторийского уезда в 5 дворов с русским населением в количестве 14 человек приписных жителей и 20 — «посторонних»[9].
- Шаринки 45°22′57″ с. ш. 33°00′23″ в. д.HGЯO — располагалась у южной окраины современного села Медведево, встречается на карте 1817 года, как пустующая[4], на карте 1836 года в деревне 2 двора[7], на карте 1842 года обозначена условным знаком «малая деревня», то есть, менее 5 дворов[5] и на карте 1865—1876 года в деревне Шаринки 1 двор[10].
- Ялы-Агач 45°22′00″ с. ш. 32°31′23″ в. д.HGЯO — встречается на карте 1817 года, как пустующая Ели агач[4].

## Сёла, исчезнувшие с 1926 по 1948 год
В данном списке представлены сёла, фигурирующие в «Списке населённых пунктов Крымской АССР по Всесоюзной переписи 17 декабря 1926 г» и не встречающиеся в послевоенных документах. Подавляющее большинство этих сёл были уничтожены немецкими оккупантами в 1941-44 годах, либо опустели и были заброшены в результате депортации из Крыма крымских татар, армян, болгар, греков и немцев.
| Сёла, исчезнувшие с 1926 по 1948 год | Сёла, исчезнувшие с 1926 по 1948 год | Сёла, исчезнувшие с 1926 по 1948 год | Сёла, исчезнувшие с 1926 по 1948 год | Сёла, исчезнувшие с 1926 по 1948 год |
| Село                                 | Координаты                           | Местоположение (сельсовет)           | Годы упразднения                     |                                      |
| ------------------------------------ | ------------------------------------ | ------------------------------------ | ------------------------------------ | ------------------------------------ |
| Аджиаран                             | 45°26′05″ с. ш. 33°09′00″ в. д.      | —                                    | с 1922 по 1942 год                   |                                      |
| Аджи-Асан                            | 45°33′25″ с. ш. 32°59′40″ в. д.      | —                                    | с 1942 по 1948 год                   |                                      |
| Ак-Коджа немецкая                    | 45°30′40″ с. ш. 33°05′25″ в. д.      | —                                    | с 1926 по 1942 год                   |                                      |
| Ак-Чокрак                            | 45°29′00″ с. ш. 33°15′40″ в. д.      | —                                    | с 1942 по 1948 год                   |                                      |
| Каймак                               | 45°29′10″ с. ш. 33°09′50″ в. д.      | —                                    | с 1926 по 1948 год                   |                                      |
| Тогай-Калач                          | 45°29′20″ с. ш. 33°08′45″ в. д.      | —                                    | с 1926 по 1948 год                   |                                      |

Перечисленные ниже сёла встречаются лишь в одном-двух исторических документах и сведений о них не достаточно для создания полноценной статьи.
- Джапар 45°22′30″ с. ш. 32°39′00″ в. д.HGЯO — встречается на катрах РККА 1941[12] и двухкилометровке 1942 года.
- Джайлав (не путать с Джайлав (Черноморский район)) 45°22′30″ с. ш. 32°37′00″ в. д.HGЯO — хутор, встречается на карте Крымского Центрального Статистического Управления 1926 года и в Списке… по переписи 1926 года, как хутор Кунанского сельсовета с 1 двором, население составляли 4 украинца[13]; на подробной карте 1941 года — как развалины Джейлав[14].
- Елистратовка — встречается на картах Крымского Центрального Статистического Управления 1922 года[15] и 1924 года[16]
- Качикой — 45°22′30″ с. ш. 32°37′45″ в. д.HGЯO — встречается только на подробной карте 1941 года[17].
- Кочкар — 45°21′55″ с. ш. 32°36′35″ в. д.HGЯO — встречается только на подробной карте 1941 года[18].
- Оран-Чобан 45°26′25″ с. ш. 32°36′25″ в. д.HGЯO — встречается на подробной карте 1941 года[19].
- Отлеш — встречается в Списке… по переписи 1926 года, как хутор Кунанского сельсовета с 1 двором, население составляли 4 украинца[13]
- Чонгурчи немецкие — встречается в материалах всесоюзной переписи населения 1939 года, согласно которой в селе проживало 234 человека[20]

## Сёла, исчезнувшие после 1948 года
Сёла, исчезнувшие в этот период, стали жертвами проводившийся с конца 1950-х годов политики по укрупнению хозяйств и ликвидации «неперспективных» сёл с переселением их жителей в другие населённые пункты. По неясным причинам в Черноморском районе очень большое, сравнительно с другими районами, число сёл, упразднённых в послевоенное время.
| Сёла, исчезнувшие после 1948 года | Сёла, исчезнувшие после 1948 года | Сёла, исчезнувшие после 1948 года                   | Сёла, исчезнувшие после 1948 года | Сёла, исчезнувшие после 1948 года |
| Село                              | Координаты                        | Старое название                                     | Местоположение (сельсовет)        | Годы упразднения                  |
| --------------------------------- | --------------------------------- | --------------------------------------------------- | --------------------------------- | --------------------------------- |
| Багратионово                      | 45°26′05″ с. ш. 32°55′20″ в. д.   | до 1948 г. Конрат                                   | —                                 | с 1968 по 1977 год                |
| Бара́новка                         | 45°24′00″ с. ш. 32°41′10″ в. д.   | до 1948 г. Шамак                                    | —                                 | с 1954 по 1968 год                |
| Большой Яр                        | 45°27′22″ с. ш. 32°32′55″ в. д.   | до 1948 г. Большой Костель                          | —                                 | с 1954 по 1968 год                |
| Вольное                           | 45°24′05″ с. ш. 33°06′05″ в. д.   | до 1945 г. Абулгазы                                 | —                                 | с 1977 по 1985 год                |
| Высокое                           | 45°30′20″ с. ш. 32°39′05″ в. д.   | до 1948 г. Абузлар                                  | —                                 | с 1948 по 1954 год                |
| Вячеславка                        | 45°32′35″ с. ш. 32°58′25″ в. д.   | до 1948 г. Ак-Баш                                   | —                                 | с 1977 по 1985 год                |
| Глебовка                          | 45°29′05″ с. ш. 33°01′35″ в. д.   | до 1948 г. Улан-Эли                                 | —                                 | с 1968 по 1977 год                |
| Глубокое                          | 45°29′20″ с. ш. 32°37′28″ в. д.   | до 1948 г. Кармыш                                   | —                                 | с 1968 по 1977 год                |
| Грозное                           | 45°35′45″ с. ш. 33°05′20″ в. д.   | до 1948 г. Даулджар                                 | —                                 | с 1968 по 1977 год                |
| Дедово                            | 45°33′50″ с. ш. 33°00′55″ в. д.   | до 1948 г. Бузав                                    | —                                 | с 1954 по 1968 год                |
| Денисовка                         | 45°31′20″ с. ш. 33°13′20″ в. д.   | до 1948 г. Дениз-Байчи                              | —                                 | с 1954 по 1968 год                |
| Джайлав                           | 45°32′52″ с. ш. 32°52′11″ в. д.   | —                                                   | —                                 | с 1954 по 1968 год                |
| Зимовка                           | 45°20′05″ с. ш. 32°34′35″ в. д.   | до 1948 г. Кишлав                                   | —                                 | с 1968 по 1977 год                |
| Калачи                            | 45°29′45″ с. ш. 33°08′10″ в. д.   | до 1948 г. Биюк-Калач                               | —                                 | с 1954 по 1968 год                |
| Камышино                          | 45°29′40″ с. ш. 33°15′05″ в. д.   | до 1948 г. Донузлав 2 до нач. XX в. Аджи-Муса       | —                                 | с 1968 по 1977 год                |
| Каракулевка                       | 45°26′10″ с. ш. 32°53′45″ в. д.   | до 1948 г. Кыр-Чегер-Аджи                           | —                                 | с 1954 по 1968 год                |
| Карельское                        | 45°25′25″ с. ш. 33°08′10″ в. д.   | до 1948 г. Келечи                                   | —                                 | с 1968 по 1977 год                |
| Кирилловка                        | 45°26′20″ с. ш. 32°57′40″ в. д.   | До 1948 г. Сабанчи                                  | —                                 | с 1968 по 1977 год                |
| Колодезное                        | 45°35′19″ с. ш. 33°02′36″ в. д.   | до 1948 г. Ток-Джол                                 | —                                 | с 1954 по 1968 год                |
| Костровка                         | 45°31′05″ с. ш. 32°48′15″ в. д.   | до 1948 г. Атеш                                     | —                                 | с 1954 по 1968 год                |
| Куликово                          | 45°29′35″ с. ш. 33°06′30″ в. д.   | до 1948 г. Куль-Садык                               | —                                 | с 1954 по 1968 год                |
| Лазурное                          | 45°22′15″ с. ш. 32°49′45″ в. д.   | до 1948 г. Джага-Кульчук и Кульчук                  | —                                 | с 1968 по 1977 год                |
| Майорово                          | 45°33′23″ с. ш. 32°54′24″ в. д.   | до 1948 г. Уч-Кую-Кипчак                            | —                                 | с 1954 по 1968 год                |
| Макаровка                         | 45°23′55″ с. ш. 33°02′50″ в. д.   | до 1948 г. Темеш-Караба                             | —                                 | с 1948 по 1954 год                |
| Малый Яр                          | 45°26′50″ с. ш. 32°32′42″ в. д.   | до 1948 г. Малый Костель                            |                                   | с 1954 по 1968 год                |
| Малышевка                         | 45°33′25″ с. ш. 32°55′35″ в. д.   | до 1948 г. Костель                                  | —                                 | с 1954 по 1968 год                |
| Меловое                           | 45°20′50″ с. ш. 32°36′54″ в. д.   | до 1948 г. Ой-Эли                                   | —                                 | с 1977 по 1985 год                |
| Морозово                          | 45°39′25″ с. ш. 33°03′00″ в. д.   | до 1948 г. Сакав                                    | —                                 | с 1954 по 1968 год                |
| Морское                           | 45°19′40″ с. ш. 32°40′25″ в. д.   | до 1948 г. Ойрат                                    | —                                 | с 1968 по 1977 год                |
| Найдёново                         | 45°40′25″ с. ш. 33°05′35″ в. д.   | до 1948 г. Танабай Немецкий                         | —                                 | с 1954 по 1968 год                |
| Новокузнецкое                     | 45°27′23″ с. ш. 32°52′00″ в. д.   | до 1948 г. Новый Чегелек                            | —                                 | с 1954 по 1968 год                |
| Октябрьское                       | 45°23′05″ с. ш. 32°56′04″ в. д.   | до 1948 г. Ток-Шеих                                 | —                                 | с 1954 по 1968 год                |
| Охотники                          | 45°36′10″ с. ш. 33°06′25″ в. д.   | до 1948 г. Куль-Джакин                              | —                                 | с 1968 по 1977 год                |
| Пастбищное                        | 45°23′14″ с. ш. 32°44′00″ в. д.   | до 1948 г. Джайлав                                  | —                                 | с 1968 по 1977 год                |
| Пересыпь                          | 45°21′30″ с. ш. 32°55′10″ в. д.   | до 1948 г. Беляуз                                   | —                                 | с 1954 по 1968 год                |
| Пески                             | 45°27′50″ с. ш. 32°43′00″ в. д.   | —                                                   | —                                 | с 1954 по 1968 год                |
| Песчанка                          | 45°21′30″ с. ш. 32°44′00″ в. д.   | до 1948 г. нас. пункт рыбного промысла Ак-Сарай     | —                                 | с 1954 по 1968 год                |
| Прибойное                         | 45°24′20″ с. ш. 32°29′45″ в. д.   | до 1948 г. Очеретай                                 | —                                 | с 1954 по 1968 год                |
| Ровное                            | 45°39′30″ с. ш. 32°59′40″ в. д.   | до 1948 г. Тувака                                   | —                                 | с 1954 по 1968 год                |
| Родники                           | 45°24′15″ с. ш. 32°46′25″ в. д.   | до 1948 г. Чокрак                                   | —                                 | с 1954 по 1968 год                |
| Ромашкино                         | 45°35′30″ с. ш. 33°00′35″ в. д.   | до 1948 г. Курман-Аджи                              | —                                 | с 1968 по 1977 год                |
| Рыбацкое                          | 45°28′50″ с. ш. 32°35′40″ в. д.   | до 1948 г. Кипчак                                   | —                                 | с 1977 по 1985 год                |
| Рыбное                            | 45°39′35″ с. ш. 32°57′55″ в. д.   | до 1948 г. Бурун-Эли                                | —                                 | с 1954 по 1968 год                |
| Скали́стое                         | 45°38′05″ с. ш. 32°54′40″ в. д.   | до 1948 г. Кула-Шеих                                | —                                 | с 1954 по 1968 год                |
| Смушковое                         | 45°26′40″ с. ш. 32°42′35″ в. д.   | до 1948 г. Кель-Шейх                                | —                                 | с 1968 по 1977 год                |
| Солёное                           | 45°24′15″ с. ш. 33°04′30″ в. д.   | до 1948 г. Темеш-Асс                                | —                                 | с 1968 по 1977 год                |
| Староселье                        | 45°36′10″ с. ш. 33°03′55″ в. д.   | до 1948 г. Отуз                                     | —                                 | с 1954 по 1968 год                |
| Степное                           | 45°37′00″ с. ш. 33°10′15″ в. д.   | —                                                   | —                                 | с 1968 по 1977 год                |
| Сычёво                            | 45°29′30″ с. ш. 32°12′55″ в. д.   | до 1948 г. Сачал                                    | —                                 | с 1954 по 1968 год                |
| Тихое                             | 45°35′55″ с. ш. 33°07′50″ в. д.   | до 1948 г. Баим                                     | —                                 | с 1954 по 1968 год                |
| Такторное                         | 45°23′55″ с. ш. 32°48′45″ в. д.   | до 1948 г. Нижний Кульчук                           | —                                 | с 1954 по 1968 год                |
| Успешное                          | 45°29′15″ с. ш. 32°59′50″ в. д.   | до 1948 г. Кир-Кулач                                | —                                 | с 1968 по 1977 год                |
| Чайкино                           | 45°32′05″ с. ш. 32°51′20″ в. д.   | до 1948 г. Карлав Татарский                         | —                                 | с 1968 по 1977 год                |
| Чистополье                        | 45°24′40″ с. ш. 32°49′45″ в. д.   | до 1948 г. Верхний Кульчук до нач. XX в. Кыр-Кулчук | —                                 | с 1954 по 1968 год                |
| Ярославка                         | 45°35′15″ с. ш. 33°09′55″ в. д.   | до 1948 г. Чонгурчи Татарские                       | —                                 | с 1954 по 1968 год                |
| Ясное                             | 45°27′30″ с. ш. 32°45′35″ в. д.   | до 1948 г. Отар                                     | —                                 | с 1954 по 1968 год                |

Перечисленные ниже сёла встречаются лишь в одном-двух исторических документах и сведений о них не достаточно для создания полноценной статьи.
- Белый Колодезь — упоминается только в документах о ликвидации в период с 1954 по 1968 годы, как посёлок Новоивановского сельсовета.
- Воронцовка — упоминается только в документах о ликвидации в период с 1954 по 1968 годы, как посёлок Черноморского поссовета
- Леоновка 45°32′25″ с. ш. 33°07′10″ в. д.HGЯO — упоминается только в книге «Города и села Украины. Автономная Республика Крым.», как село Кировского сельсовета, бывшее 3 отделение совхоза имени Кирова. На 2009 год, по данным сельсовета, село занимало площадь 85 га, на которой в 23 дворах числилось 84 жителя, имелись клуб и ФАП[21].
- Пристань — упоминается только в документах о ликвидации в период с 1954 по 1968 годы, как посёлок Оленевского сельсовета
- Сторожевое 45°30′35″ с. ш. 32°46′11″ в. д.HGЯO
- Убежище — упоминается только в документах о ликвидации в период с 1954 по 1968 годы, как посёлок Оленевского сельсовета
- Ястребово 45°30′35″ с. ш. 32°46′11″ в. д.HGЯO — обозначено, как Караба на карте 1922 года[22] и как Хараба на картах 1941[23] и 1942 годов[24]. Упоминается в указе о переименовании 1948 года, которым была переименована в Ястребово и в списках ликвидированных (до 1960 года, поскольку в «Справочнике административно-территориального деления Крымской области на 15 июня 1960 года» уже не значилось), как село Новоивановского сельсовета.